# 趙成熙
趙成熙（韓語：조성희），韓國電視劇編劇。

## 作品

### 電視劇
- 2007年：MBC《泡菜乳酪微笑》
- 2009年：MBC《穿透屋頂的High Kick！》
- 2010年：MBC《全部我的愛》
- 2011年：MBC《High Kick! 短腿的反擊》
- 2014年：tvN《高校處世王》
- 2015年：MBC《她很漂亮》
- 2018年：SBS《雖然30但仍17》

## 外部連結
- NAVER搜索